# シェーンブルン動物園
シェーンブルン動物園（ドイツ語：Tiergarten Schönbrunn）もしくはウィーン動物園は、オーストリアの有名なシェーンブルン宮殿内に設置されている動物園である。
1752年に帝国の宮廷メナジェリー（小動物園）として設立され、現在存在している世界中の動物園の中で最も古い。
科学的に管理された動物園として、種の保存と自然の保護を主目的とするだけではなく、法律により教育的権限を委任された中央センターとみなされている。
バロック時代の建物が現在まで保存されており、ヴェルサイユ宮殿後、18世紀メナジェリーの印象を現代に伝えている。
近年には、現代的な動物園の建築要素が取り入れられた。

## 概要
ジャイアントパンダを飼育する貴重な動物園の１つであり、それぞれ「陽陽・ヤンヤン（雌）」「龍徽・ロンホイ（雄）」「福瀧・フーロン（雄）」「福虎・フーフー（雄）」と名付けられている。
フーロンは2007年8月23日に、ヨーロッパ初の自然受精により生まれた。
フーフーはちょうど3年後の8月23日生まれで、自然交配による妊娠であった。
約3年後の2013年8月14日、自然交配により生まれたパンダは「福豹・フーバオ（雄）」と名付けられた。
現在フーロンとフーフーは中国に返還されている。
熱帯雨林館も目玉のひとつで、アマゾン熱帯雨林を模したアクアリウムでアマゾン川の氾濫を体験することができる。
また近年、珍しい生息地に住む動物の展示も行われている。
2004年初めには、北極圏に住む動物の展示館が新しく開館した。
1906年7月14日には、世界で初めてゾウの繁殖に成功。
1992年の民営化以来、WWFオーストリアの総裁でもあったヘルムート・ペヒラーナーを園長に迎え、動物園の大半を改装し、経営基盤を維持して
いる。
現在の園長は、ダグマール・シュラッター(Dagmar Schratter)である。
さまざまな動物を対象とした個人・法人の後援会を設置したり、予約制で夜の見学や子供向けの特別プログラムを組んだりしている。

## 歴史

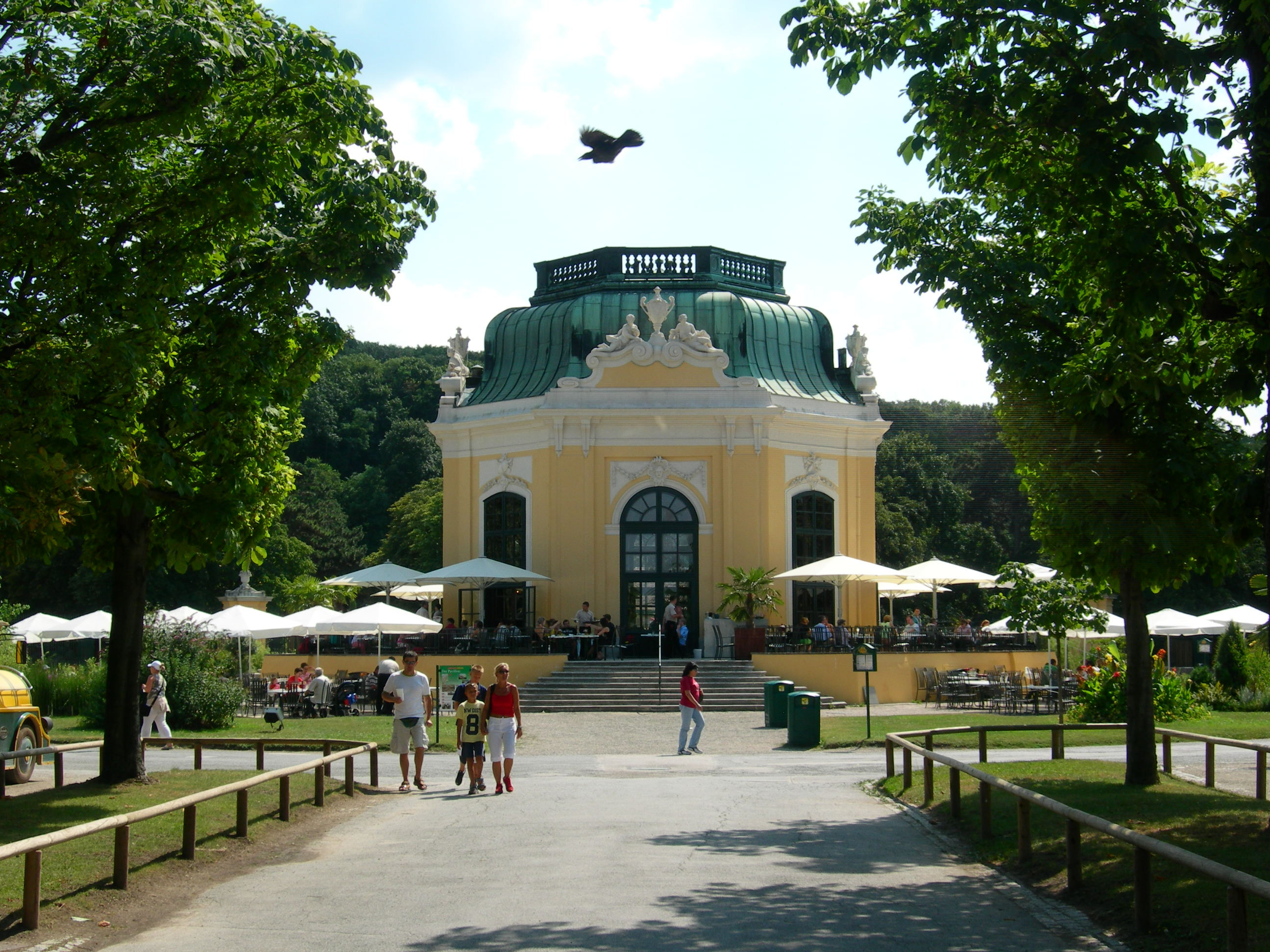
宮廷の朝食パビリオン。現在はカフェレストランとして使用されている。

1752年、神聖ローマ帝国皇帝でありマリア・テレジアの夫であったフランツ1世がアドリアン・ファン・シュテークホーフェン(Adrian van Stekhoven)に命じて、シェーンブルン宮殿の隣に帝国メナジェリー(小動物園)として創設された。動物のいる飼育場は、帝国の朝食パビリオンを中心に放射線状に13枠、ちょうど切り分けたケーキのような形に集められた。
朝食パビリオンとメナジェリーの建物を建設したのは、ジャン・ニコラ・ジャド・ド・ヴィル=イッセイ(Jean Nicolas Jadot de Ville-Issey)である。1540年にはすでに小さな動物園が存在していたが、市民に公開されるようになったのは1779年になってからであった。その当初、入園料は無料だった。
神聖ローマ帝国皇帝ヨーゼフ2世は、飼育用の動物を捕まえるためにアフリカとアメリカに遠征隊を派遣した。1828年に初めてキリンが到着すると、衣服やアクセサリーなどのデザインに取り入れられ、アドルフ・バウエル(Adolf Bäuerle)が『ウィーンのキリン(ドイツ語: Giraffen in Wien)』という戯曲を上演するなど、ファッションや都市生活にブームが起きた。
第一次世界大戦が始まった段階で、動物園は712種、3500個体を飼育していた。大戦中は食料供給が減ったため動物が次々に力尽き、一時は900個体にまで減少。大戦後、オーストリア＝ハンガリー帝国が解体されると、オーストリア共和国の管理下に入った。
第二次世界大戦では、1945年2月19日と21日の爆撃により、多大な被害を受けた。多くの建物が破壊されて動物が死に、個体数は400にまで減少。新園長のユリウス・プラヘトカ博士などの尽力により、復興を果たした。
1980年代に財政危機に陥ったが、1992年の民営化により閉鎖を免れた。ヘルムート・ペヒラーナー(Helmut Pechlaner)博士は、動物園長に任命された。2007年1月1日にヘルムート博士が定年退職すると、副園長だったダグマール・シュラッター(Dagmar Schratter)博士が後を引き継いだ。
ペヒラーナー園長は、いくつかのスポンサー契約に加え、入園料を大幅に値上げし、設備の多くを刷新増築した。
彼が園長だった時代に、動物園には、熱帯雨林館、砂漠館、チロル農場が増設された。
ジャイアントパンダやコアラといった、珍しい外国の動物も、動物園の人気上昇に一役買っている。

## メディア
2002年、ジャガーが給仕中に飼育員を襲い、入園客の目の前で彼女を殺害。
園長は救助を試みたが、腕に重傷を負った。
2005年2月20日には、若いゾウのアブが飼育員を圧死させた。
その後の報道の嵐を受け、ペヒラーナー博士は園長を引責辞任した。
トーマス・ブレツィナ著の児童書を原作とする、ORFの映画トム・ターボの舞台は、シェーンブルン動物園である。
トム・ターボ(自転車のキャラクター)は2006年から動物園にガレージを持ち、作者と共に、動物園の虎のスポンサーとなっている。
前動物園長のペヒラーナーが、いくつかのエピソードにカメオ出演している。

## ウィーン動物園250周年記念銀貨
2002年の5月8日に、開館250周年を記念して5ユーロの記念銀貨が鋳造された。
裏面の図は、幾種類もの動物に囲まれたカイザー・パビリオンである。
1752-2002の数字は、設立の年代とコイン鋳造の年代を示しており、コレクターズ・アイテムとして人気である。

## 文学
- Ash, Mitchell and Dittrich, Lothar (ed.), Menagerie des Kaisers – Zoo der Wiener, Pichler Verlag, Vienna, 2002. ISBN 3-85431-269-5
- Helmut Pechlaner, Dagmar Schratter, Gerhard Heindl (publisher): Von Kaiser bis Känguru. Neues zur Geschichte des ältesten Zoos der Welt. Vienna 2005, ISBN 3-7003-1497-3